# オムロン野村松野
オムロン野村松野（おむろんのむらまつの）は、かつて存在したオムロンの子会社。2002年に解散した。

## 概要
愛媛県東宇和郡野村町（現：西予市）に本社・工場を置いていた他、北宇和郡松野町にも工場を置いていた。2002年に工場を閉鎖し解散したが、工場長らの出資で設立されたさくらクリエイト（2009年に工場閉鎖）が工場の一部を引き継いだ。

## 沿革
- 1972年 - 野村立石電機設立。
- 1973年 - 松野立石電機設立。
- 1990年 - 野村立石電機をオムロン野村、松野立石電機をオムロン松野に社名を変更。
- 1994年 - オムロン野村とオムロン松野が統合し、オムロン野村松野を設立。
- 2002年 - 工場を閉鎖し解散。